# Jasper Sebastian Stürup
Jasper Sebastian Stürup (født 23. november 1969) er en dansk kunstner, bosat i København.  
Stürup er uddannet fra Det Kongelige Danske Kunstakademi i 1999, arbejder med tegninger, skulpturer, bøger, foto og video.
Stürup er ejer af kunstbogs forlaget Fluens Forlag siden 1994.

## Ekstern henvisning
- Jasper Sebastian Stürups hjemmeside
- Galleri Susanne Ottesen hjemmeside Arkiveret 9. maj 2015 hos  Wayback Machine
- Portræt på KunstOnline.dk